# Падчерица
Па́дчерица (или приёмная дочь) — русское название для дочери, неродной (приёмной) для одного из супругов, родившаяся в предыдущем браке или от других отношений у второго супруга.

## Термин
Слово происходит от:
- «па» — сходство или тождество
- «дчерица» — дочь.

Вместе образует — «как дочь».

## Описание
Падчерицей может называться только тот ребёнок, который является родным одному из супругов. В случае, если ребёнок не является родным ни одному из родителей, используется термин «приёмная дочь».
Падчерица — женский аналог понятия «пасынок».
Неродной родитель по отношению к падчерице — либо отчим, либо мачеха

## В искусстве
Классические образы падчерицы в фольклоре представлены в сказках «Золушка» и «Морозко».